# Lactarius atlanticus
Lactarius atlanticus Bon – gatunek grzybów należący do rodziny gołąbkowatych (Russulaceae).

## Systematyka i nazewnictwo
Pozycja według klasyfikacji Index Fungorum: Lactarius, Russulaceae, Russulales, Incertae sedis, Agaricomycetes, Agaricomycotina, Basidiomycota, Fungi
Po raz pierwszy opisał go w 1975 r. Marcel Bon i nadana przez niego nazwa naukowa jest aktualna. Synonim: Lactarius atlanticus f. strigipes Bon 1976.

## Morfologia
Kapelusz
Średnicy 3–6 (do 8) cm, jednorodnie pomarańczowo-czerwony lub rdzawo-czerwony, początkowo o pokroju wypukłym, potem rozpostartym, czasem z garbkiem, o podwiniętym brzegu. Pokryty gładką, suchą, matową skórką.
Hymenofor
Blaszkowy, blaszki ochrowo-żółte, po dojrzeniu czerwieniejące i pokryte białym nalotem zarodników, przyrośnięte do trzonu.
Trzon
Długości 5–7 cm i średnicy 0,1–1 cm.
Miąższ
Zbudowany jest z kulistawych komórek (sferocytów) powodujących ich specyficzną kruchość i nieregularny przełam. Blady, kremowo-ochrowy, nie wybarwiający się w żywicy gwajakowej, o ostrym smaku i woni liści cykorii lub bluszczu pospolitego, wydzielający gorzkie, białawe mleczko.
Zarodniki
Kulistawe, o średnicy 7–8 μm, pokryte amyloidalną siateczką.

## Występowanie
Naziemny grzyb mykoryzowy. W Polsce nie występuje.